# Estructura secundària de les proteïnes

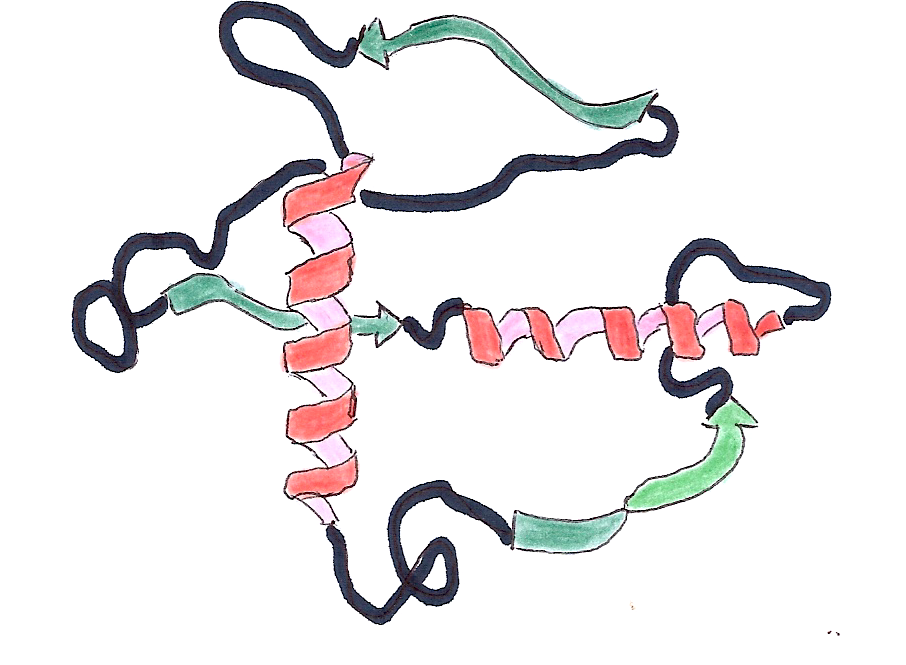
Representació esquemàtica d'una proteïna. Es mostren de color vermell les hèlixs alfa dextrogires, i de color verd els plans beta.

L'estructura secundària de les proteïnes la disposició espacial que adopta la seqüència d'aminoàcids o estructura primària a fi de ser estable, i és una conseqüència directa de la capacitat de gir que tenen els carbonis α dels aminoàcids. Els models més freqüents són l'α-hèlix i la conformació β o làmina plegada.
- Hèlix alfa o α-hèlix: en aquest tipus d'estructura, la cadena polipeptídica s'enrotlla en espiral sobre si mateixa a causa dels girs que es produeixen entorn al carboni α de cada aminoàcid. Aquesta estructura es manté gràcies als enllaços d'hidrogen intracatenaris formats entre el grup –NH de l'enllaç peptídic i el grup –C=O del quart aminoàcid que el segueix. Quan es forma l'α-hèlix, tots els grups –C=O queden orientats en la mateixa direcció, mentre que els –NH s'orienten en direcció contrària i els radicals dels aminoàcids queden dirigits cap a l'exterior de l'α-hèlix. La rotació té lloc cap a la dreta, de manera que cada aminoàcid fira 100º respecte a d'anterior. Això explica la presència de 3,6 residus aminoàcids per cada volta completa.
- Làmina β o conformació β o làmina [beta] plegada: a diferència de l'α-hèlix, aquí no interaccionen segments continus d'una única cadena polipeptídica, sinó diferents combinacions de seccions que no necessàriament van seguides una després de l'altra i que pertanyen a una o més cadenes polipetídiques. Els fragments de cadenes β estan ordenats un al costat de l'altre de manera que es formen ponts d'hidrogen entre els grups CO i NH de cadenes veïnes. Les cadenes que interaccionen poden ésser paral·leles (les cadenes polipeptídiques es disposen en el mateix sentit N-C) o antiparal·leles (les cadenes polipeptídiques s'alternen en les direccions N-C i C-N). En ambdós casos, els radicals dels aminoàcids s'orienten envers ambdues bandes de la fulla, de manera alterna. Ocasionalment es formen làmines plegades β mixtes amb orientació paral·lela a un costat de la cadena i antiparal·lela a l'altre. Empíricament es demostra que la isoleucina, la valina, la treonina, la fenilalanina i la tirosina afavoreixen la formació d'estructures de làmina plegada; això no obstant, és estrany trobar restes de prolina en les β làmina plegades.
- Hèlix de col·lagen: en les molècules de col·lagen, tres cadenes polipeptídiques distintes riques en l'aminoàcid prolina, estan enrotllades entre si generant una triple hèlix regular. Aquestes molècules de col·lagen estan, al seu torn, empaquetades formant fibril·les en les quals les molècules de col·lagen adjacents estan unides per enllaços covalents donant a les fibril·les una enorme resistència la tensió.
- Elastina: les cadenes polipeptídiques de l'elastina, relativament lliures i desestructurades, estan unides per enllaços covalents creuats, generant una trama elàstica semblant al cautxú que permet que teixits tals com els de les artèries i dels pulmons es deformin i dilatin sense sofrir cap dany. L'elasticitat és deguda a la capacitat de les diferents molècules proteiques per a desenrotllar-se de manera reversible cada vegada que se'ls apliqui una força de tensió.